# Credito d'imposta prima casa
Il credito d'imposta prima casa è un'agevolazione tributaria che può essere richiesta dall'acquirente di una prima casa.

## La norma
L'art. 7, commi 1 e 2, della legge 23.12.1998 n. 448, ha previsto, a decorrere dal 1.1.1999, l'attribuzione di un credito d'imposta a favore di coloro che entro un anno dalla vendita dell'immobile acquistato con i benefici della prima casa provvedano ad acquisire a qualsiasi titolo un'altra casa non di lusso, qualora ne ricorrano le condizioni previste dalla nota II bis all'art. 1 della tariffa, parte prima, allegata al T.U. n. 131/86.

## Le condizioni
Il credito d'imposta è personale, per cui non ne può usufruire il soggetto che abbia alienato la casa per abitazione pervenutagli per successione o donazione, ancorché il dante causa avesse usufruito delle agevolazioni prima casa.
Il credito non compete inoltre a coloro che:
- effettuano il riacquisto di un'altra casa per abitazione entro un anno dall'alienazione della precedente che aveva scontato l'aliquota normale di registro;
- effettuano il riacquisto, seppure entro un anno dalla vendita della precedente che aveva usufruito dell'agevolazione, di un'altra casa per abitazione non avente le caratteristiche previste dalla norma;
- effettuano il riacquisto di una casa per abitazione aventi le caratteristiche per fruire dell'agevolazione, allorché per l'altra casa per abitazione alienata nell'anno precedente il riacquisto, sia pendente una controversia per decadenza benefici comminata dall'Ufficio. In caso di giudicato favorevole, il contribuente avrà diritto ad ottenere successivamente il rimborso dell'imposta, nei limiti del credito medesimo, qualora abbia chiesto nell'atto di riacquisto di utilizzarlo per il pagamento dell'imposta di registro dovuta sullo stesso.

Fino al 22.5.1993,  le case di abitazione vendute da imprese costruttrici a privati erano soggette all'aliquota agevolata (del 2%, elevata al 4% dal 1.1.1989) a prescindere che per l'acquirente fosse la prima o la seconda casa.
Per gli acquisti di cui al capoverso precedente, effettuati nel periodo intercorrente tra la data di entrata in vigore della legge 22.4.1982 n. 168 ed il 22.05.1993, il legislatore, per evitare disparità di trattamento,  ha previsto la concessione del credito d'imposta, ma alla sola condizione che nell'atto di riacquisto di altra casa non di lusso da utilizzare a propria abitazione, lo stesso acquirente dichiari che all'epoca dell'acquisto della prima casa con assoggettamento ad Iva, era comunque in possesso dei requisiti per usufruire dell'agevolazione, provando ciò con idonea documentazione da presentare all'atto della registrazione. (Circ. 19/E 2001)
Nel caso di riacquisto della casa per abitazione con contratto di appalto, questo deve essere registrato, ove l'acquirente, per usufruire del credito d'imposta, debba dichiarare che per l'originario acquisto ricorrevano le condizioni soggettive per l'applicazione dell'agevolazione prima casa, ancorché  nel primo atto sia stata applicata l'Iva ridotta, per altro titolo.

## L'importo del credito
Per stabilire l'importo del credito d'imposta prima casa si devono confrontare, tenendo in entrambe le occasioni conto di quanto pagato da ogni singolo acquirente a seconda della quota singolarmente acquistata, due importi:
1. Le imposte di registro pagate nella registrazione dell'atto del primo acquisto (comprendendo anche l'eventuale imposta suppletiva e/o complementare a seguito dell'accertamento di maggior valore) o l'imposta i.v.a. pagata nelle fatture relative al primo acquisto;
2. Le imposte di registro da pagare per la registrazione dell'atto di riacquisto o l'imposta i.v.a. da pagare nelle fatture relative al riacquisto.

Il credito di imposta prima casa spettante è sempre il minore dei due importi.

## L'utilizzo del credito
Ciascun interessato deve manifestare autonomamente nell'atto di riacquisto la propria volontà.
Il credito può essere portato in diminuzione solo delle imposte di registro, ipotecarie, catastali, sulle successioni e donazioni; non può essere frazionato e non dà mai luogo a rimborsi, per espressa disposizione normativa.
Può essere utilizzato in quattro modi diversi:
- per l'intero importo in diminuzione dell'imposta di registro dovuta per l'atto di acquisto che lo determina;
- per l'intero importo in diminuzione delle imposte di registro, ipotecarie e catastali, sulle successioni e donazioni dovute sugli atti e sulle denunce presentate dopo la data di acquisizione del credito;
- in diminuzione delle imposte sui redditi delle persone fisiche dovute in base a dichiarazione da presentare successivamente alla data del primo acquisto;
- in compensazione delle somme dovute ai sensi del D.Lgs. 9.7.1997 n. 241.

## La procedura
Per beneficiare dell'agevolazione è necessario manifestare la propria volontà. I seguenti punti dovranno quindi essere presenti nell'atto di acquisto del nuovo immobile:
1. il possesso dei requisiti;
2. la richiesta di utilizzo del credito d'imposta
3. gli elementi necessari per la determinazione del credito d'imposta:
  - gli estremi dell'atto di acquisto del primo immobile;
  - l'ammontare dell'imposta di registro o dell'IVA in misura agevolata
  - in caso di acquisto con IVA, gli estremi delle fatture;
  - gli estremi dell'atto di alienazione del primo immobile.

- Note

1. ↑   Decreto del Ministero dei Lavori Pubblici 2 agosto 1969, su sicet.it. URL consultato il 4 aprile 2008 (archiviato dall'url originale il 22 febbraio 2010).